# Куп Мађарске у фудбалу 1984/85.
Куп Мађарске у фудбалу 1984/85. (мађ. 1984–1985-оs magyar labdarúgókupa) је било 45. издање серије, на којој је екипа ФК Хонведа тријумфовала по 3. пут.

## Четвртфинале[3]
| Тим #1          | Резултат | Тим #2         |
| --------------- | -------- | -------------- |
| 10. април 1985. |          |                |
| ФК Хонвед       | 2 : 1    | ФК Ференцварош |
| 10. април 1985. |          |                |
| ФК Диошђер ВТК  | 2 : 1    | Раба ЕТО       |
| 10. април 1985. |          |                |
| Дожа Сегедин    | 1 : 5    | Татабања бањас |
| 10. април 1985. |          |                |
| ФК Залаегерсег  | 0 : 1    | МТК ВМ         |

## Полуфинале
| Тим #1         | Резултат | Тим #2    |
| -------------- | -------- | --------- |
| 1. мај 1985.   |          |           |
| ФК Диошђер ВТК | 0 : 1    | ФК Хонвед |
| 1. мај 1985.   |          |           |
| Татабања бањас | 1 : 0    | МТК ВМ    |

## Финале
| ФК Хонвед                                                       | 5 : 0    | Татабања бањас |
| --------------------------------------------------------------- | -------- | -------------- |
| Ласло Дајка 12’ · Калман Ковач 17’, 90’ · Лајош Детари 20’, 71’ | Извештај |                |